# Fasojaure
Fasojaure är en sjö i Sorsele kommun i Lappland och ingår i Umeälvens huvudavrinningsområde. Sjön har en area på 0,15 kvadratkilometer och ligger 767,4 meter över havet. Fasojaure ligger i Vindelfjällen Natura 2000-område.

## Delavrinningsområde
Fasojaure ingår i det delavrinningsområde (734521-147998) som SMHI kallar för Mynnar i Övre Ältsvattnet. Medelhöjden är 759 meter över havet och ytan är 17,06 kvadratkilometer. Det finns inga avrinningsområden uppströms utan avrinningsområdet är högsta punkten. Vattendraget som avvattnar avrinningsområdet har biflödesordning 3, vilket innebär att vattnet flödar genom totalt 3 vattendrag innan det når havet efter 441 kilometer. Avrinningsområdet består mestadels av kalfjäll (99 procent). Avrinningsområdet har 0,15 kvadratkilometer vattenytor vilket ger det en sjöprocent på 0,9 procent.